# Nowosielje (stacja kolejowa)
Nowosielje (ros. Новоселье) – stacja kolejowa w miejscowości Nowosielje, w rejonie strugowskim, w obwodzie pskowskim, w Rosji. Położona jest na linii dawnej Kolei Warszawsko-Petersburskiej.

## Historia
Stacja powstała w XIX w. pomiędzy stacjami Toroszyno i Strugi Biełyja.